# Liste der Staatsoberhäupter 76
Übersicht
◄◄ | ◄ | 72 | 73 | 74 | 75 | Liste der Staatsoberhäupter 76 | 77 | 78 | 79 | 80 | ► | ►►

Weitere Ereignisse

## Afrika
- Aksumitisches Reich
  - König: s. Aksumitisches Reich

- Reich von Kusch
  - vgl. Liste der Könige von Nubien#Meroitische Periode

- Römisches Reich
  - Provincia Romana Aegyptus
    - Präfekt: [S]ept[imius?] Nu[…] (75–76)
    - Präfekt: Lucius Iulius Ursus (76/77)

  - Provincia Creta et Cyrene:
    - Statthalter: Gaius Iulius Quadratus Bassus (76–78)

## Asien
- Armenien
  - König: Sanatrukes (75–110)

- China
  - Kaiser: Han Zhangdi (75–88)

- Iberien (Kartlien)
  - König: Mirdat I. (58–106)

- Indien
  - Indo-Parthisches Königreich
    - König: Ubouzanes (um 77)

  - Satavahana
    - König: vgl. Liste der Herrscher von Satavahana

- Japan (Legendäre Kaiser)
  - Kaiser: Keikō (71–130)

- Korea
  - Baekje
    - König: Daru (29–77)

  - Gaya
    - König: Suro (42–199?)

  - Silla
    - König: Talhae (57–80)

- Kuschana
  - König: Kujula Kadphises (30–80)

- Nabataea
  - König: Rabbel II. (70–106)

- Osrhoene
  - König: Abgar VI. (71–91)

- Partherreich
  - Schah (Großkönig): Vologaeses I. (51–76/80)

- Römisches Reich
  - Provincia Romana Iudaea
    - Prokurator: Lucius Flavius Silva Nonius Bassus (74–81)

## Europa
- Bosporanisches Reich
  - König: Rheskuporis I. (68/69–93/94)

- Römisches Reich
  - Kaiser: Vespasian (69–79)
    - Konsul: Vespasian (76)
    - Konsul: Titus (76)
    - Suffektkonsul: Domitian (76)
    - Suffektkonsul: Galeo Tettienus Petronianus (76)
    - Suffektkonsul: Marcus Fulvius Gillo (76)

  - Provincia Romana Britannia
    - Legat: Sextus Iulius Frontinus (74–78)

  - Provincia Romana Pannonia
    - Statthalter: Gaius Valerius Festus (73–78)